# Jan Polanc
Jan Polanc (Kranj, 6 de maig de 1992) fou un ciclista eslovè, professional des del 2011 i fins inicis del 2023 quan va haver de deixar el ciclisme per problemes cardíacs. El seu darrer equip va ser l'UAE Emirates. En el seu palmarès destaca una victòria d'etapa al Giro d'Itàlia de 2015, i una altra al de 2017.

## Palmarès
- 2009
  -  Campió d'Eslovènia en ruta júnior
- 2010
  -  Campió d'Eslovènia en contrarellotge júnior
  - Vencedor d'una etapa al Giro della Lunigiana
- 2012
  -  Campió d'Eslovènia en contrarellotge sub-23
  - 1r al Piccolo Giro de Llombardia
- 2013
  - 1r al Giro del Friül-Venècia Júlia i vencedor d'una etapa
- 2015
  - Vencedor d'una etapa al Giro d'Itàlia
- 2017
  -  Campió d'Eslovènia en contrarellotge
  - Vencedor d'una etapa al Giro d'Itàlia
- 2022
  - 1r al Trofeu Laigueglia

### Resultats al Giro d'Itàlia
- 2014. 42è de la classificació general
- 2015. 53è de la classificació general. Vencedor d'una etapa
- 2017. 11è de la classificació general. Vencedor d'una etapa
- 2018. 32è de la classificació general
- 2019. 15è de la classificació general

### Resultats al Tour de França
- 2016. 54è de la classificació general
- 2020. 40è de la classificació general

### Resultats a la Volta a Espanya
- 2017. 38è de la classificació general
- 2022. 12è de la classificació general